# Angelica nővér
Angelica nővér (olaszul: Suor Angelica) Giacomo Puccini egyik egyfelvonásos operája, a Triptichon második része. Szövegkönyvét Giovacchino Forzano írta. Ősbemutatójára 1918. december 14-én került sor a New York-i Metropolitan operaházban.

## Szereplők
| Szereplő                       | Hangfekvés   |
| ------------------------------ | ------------ |
| Angelica nővér                 | szoprán      |
| a hercegnő, Angelica nénje     | alt          |
| apátnő                         | mezzoszoprán |
| Eifrerin nővér                 | mezzoszoprán |
| a novíciák tanítónője          | mezzoszoprán |
| Genovieffa nővér               | szoprán      |
| Osmina nővér                   | szoprán      |
| Dolcina nővér                  | szoprán      |
| ápolónővér                     | mezzoszoprán |
| két kolduló apáca              | szoprán      |
| novícia                        | szoprán      |
| novícia                        | mezzoszoprán |
| laikus nővér                   | szoprán      |
| laikus nővér                   | mezzoszoprán |
| Apácák, novíciák, angyalhangok |              |

## Cselekménye
Helyszín: egy kolostor Siena mellett
Idő: a 17. század végén
Az esti áhítat után az apácák a kolostorkertbe mennek, ahol Eifrerin nővér néhányukra vezeklést ró ki. A nővérek az elmúlt évben elhunyt társaikért imádkoznak. Titokban apró kívánságokat dédelgetnek, kivéve Angelica nővér, aki ezt szóvá is teszi. A többiek nem hisznek neki. A nővér hét éve él a kolostorban és mindenki úgy tudja, hogy egy előkelő családból származik. Két kolduló apáca érkezik a hírrel, hogy a kolostor kapuja előtt egy díszes hintó áll. Angelicát a fogadószobába hívják, ahol találkozik nénjével, a hideg és megközelíthetetlen hercegnővel. A hercegnő közli Angelicával, hogy őt bízták meg a családi vagyon elosztásával és mivel Angelica húga most házasodik, teljesíti a feladatát és Angelicának pedig csak a papírokat kell aláírnia. Az apáca a vőlegény felől érdeklődik. Azt a választ kapja, hogy olyasvalaki, aki a szerelem okán elnézi a szégyent, melyet Angelica hozott a családra. Angelica alázattal megvallja, hogy életét a Szűzanya tiszteletének áldozta és csak egyetlen áldozatot nem képes meghozni: nem feledheti fiát. A hercegnő ridegen tudatja fele, hogy a fia néhány éve megbetegedett és meghalt. Angelica a hír hallatán összerogyik. Később a kertbe lopózik és mérgező növényeket gyűjt, melyekből halálos italt készít. Alig issza ki a mérget, amikor belenyilal a felismerés: az öngyilkosság bűn. Kétségbeesésében a Szűzanyához imádkozik. Ekkor feltárul a templom ajtaja és megjelenik a Szűzanya, oldalán egy szőke fiúcskával, Angelica fiával. A nővér a kezét gyermeke felé nyújtva hal meg.

## Híres áriák, kórusművek
- Senza mamma o bimbo tu sei morto - Angelica áriája